# Le donne non ci vogliono più bene
Le donne non ci vogliono più bene, è un inno dei militi fascisti durante la Repubblica Sociale Italiana.

## Storia dell'inno
Il testo fu composto nel 1944 dal diciannovenne Mario Castellacci, allora giovane allievo ufficiale  della Guardia Nazionale Repubblicana, mentre le musiche furono composte da Gino Fogliata. Ebbe molto successo tra i giovani fascisti. Le prime strofe erano cantate dagli uomini, cui rispondevano, con le ultime, le ausiliarie della RSI. Il testo consta di due sonetti, con rima ABBA ABBA CDE CDE.